# Tim Phillipps
Tim Phillipps (Adelaida, Austràlia Meridional, 16 de febrer del 1989) és un actor australià. Després de la secundària, va anar a la Universitat per estudiar Economia, però només durà 7 mesos abans que es donés compte que anava en direcció oposada a ho que volia fer realment, per això entrà a un concurs de talents, en el que fou descobert.

## Filmografia

### Cinema
| Any  | Títol              | Paper                | Notes |
| ---- | ------------------ | -------------------- | ----- |
| 2010 | Animal Kingdom     | Const. Daniel Horden |       |
| 2012 | Liars All          | Billy                |       |
| 2013 | Lemon Tree Passage | Geordie Whittle      |       |
| 2014 | Chasing the Devil  |                      |       |

### Televisió
| Any       | Títol                   | Paper                      | Notes                     |
| --------- | ----------------------- | -------------------------- | ------------------------- |
| 2007      | Neighbours              | Fox Cameron                | 7 episodis                |
| 2008      | Underbelly              | Damien                     | 1 episodi                 |
| 2008-2009 | Rush                    | Aden Geddes/Ben            | 2 episodis                |
| 2008-2010 | Bed of Roses            | Sean Smithwick             | 14 episodis               |
| 2009      | Home and Away           | Archie Maddocks            | 1 episodi                 |
| 2011-2012 | Once Upon a Time        | Príncep Thomas/Sean Herman | 2 episodis                |
| 2011-2012 | Chopper                 | Eric                       | mini-sèrie                |
| 2012      | The Secret Circle       | Grant                      | 5 episodis                |
| 2013      | The Cheerleader Diaries | Harrison Simmons           | Sèrie web Elenc principal |
| 2014      | Neighbours              | Daniel Robinson            | Elenc principal           |

### Videojocs
| Any  | Títol                               | Paper | Notes |
| ---- | ----------------------------------- | ----- | ----- |
| 2012 | PlayStation All-Stars Battle Royale | Dant  | Veu   |
| 2013 | DmC: Devil May Cry                  | Dant  | Veu   |